# Vanilla chamissonis
Vanilla chamissonis Klotzsch, 1846 è una pianta della famiglia delle Orchidacee, originaria del Sud America.

## Descrizione
V. chamissonis   è un'orchidea di taglia molto grande, cresce epifita su palme, raramente nel terreno (geofita). Lo stelo, a crescita monopodiale, è allungato e pendulo e porta foglie conduplicate, amplessicauli, carnose, oblunghe, acute all'apice e ristrette alla base, di colore verde chiaro. La fioritura avviene dalla primavera, fino ad inizio estate, mediante infiorescenze ascellari a racemo, brevi , con alcuni fiori. Questi sono spessi, gradevolmente profumati, con petali e sepali verde chiaro e labello a margine frastagliato, bianco tendente al giallo internamente..

## Distribuzione e habitat
V. chamissonis   è una pianta originaria di Brasile meridionale, Bolivia e Argentina settentrionale, dove cresce epifita su specie di palme o raramente terricola,  dal piano a 300 metri sul livello del mare.

## Coltivazione
Questa specie richiede esposizione all'ombra,  temperature elevate nel periodo della fioritura, da ridurre nella fase di riposo.